# Firebird (base de dades)
Firebird és un sistema de gestió de bases de dades relacionals SQL de codi obert que admet Linux, Microsoft Windows, macOS i altres plataformes Unix. La base de dades es va bifurcar a partir de l'edició de codi obert d'InterBase de Borland l'any 2000, però el codi s'ha reescrit en gran part des de Firebird 1.5.
Al cap d'una setmana després de la publicació de la font InterBase 6.0 per Borland el 25 de juliol de 2000, es va crear el projecte Firebird a SourceForge. Firebird 1.0 va ser llançat per a Linux, Microsoft Windows i Mac OS X l'11 de març de 2002, amb ports a Solaris, FreeBSD 4, HP-UX durant els dos mesos següents.
El treball per portar la base de codi de C a C++ va començar l'any 2000. El 23 de febrer de 2004, es va llançar Firebird 1.5, que va ser la primera versió estable de la nova base de codi. La versió 1.5 comptava amb un optimitzador de consultes millorat, expressions condicionals SQL-92, punts de salvament SQL:1999 i suport per al bloqueig explícit. Firebird 2.0 va ser llançat el 12 de novembre de 2006, afegint suport per a arquitectures de 64 bits, taules imbricades en clàusules FROM i temps d'espera de bloqueig programables en el bloqueig de transaccions.
La versió estable anterior era la versió 2.1.6, que va afegir noves funcions, com ara activadors procedimentals, consultes recursives i suport per a les sentències MERGE SQL:2003.
Firebird 2.5 va introduir noves característiques com ara el multithreading millorat, la sintaxi d'expressió regular i la possibilitat de consultar bases de dades remotes.
La versió estable més recent és Firebird 3.0, llançada el 19 d'abril de 2016, centrada en el rendiment i la seguretat. Una reestructuració important del codi va permetre un suport total a les màquines SMP quan s'utilitzaven la versió SuperServer.
A través del Google Summer of Code 2013 s'ha començat a treballar per integrar Firebird com a reemplaçament d'HSQLDB a LibreOffice Base.